# Wiedervorlage
Der Begriff der Wiedervorlage (Abkürzung Wv. oder Wvl.) kommt aus dem Bereich der rechtsanwendenden Berufe (Richter, Rechtsanwalt) und der Verwaltung. In der Praxis wird synonym auch der englische Begriff „Follow-Up“ verwendet.
Rechtlich ist er der Verwaltungslehre und der Verwaltungswissenschaft zuzuordnen. Mit dem Begriff wird eine Frist, bis zu der eine Akte oder ein Vorgang wieder vorgelegt werden soll, im Voraus festgesetzt. Wiedervorlagefristen werden in einen Fristenkalender eingetragen, damit eine Akte nicht in Vergessenheit gerät. Das geschieht heute oft elektronisch.
Der Gegensatz ist die Verfügung z. d. A. (zu den Akten) bzw. weglegen, wenn der Vorgang erledigt ist und damit keine Wiedervorlage nötig ist. Die Wiedervorlage kann angeben, bei wem die Wiedervorlage erfolgen soll. Das kann auch eine vom bisherigen Bearbeiter abweichende Person (der Behördenleiter, der Bürgermeister, der Jurist etc.) sein. (Wv am ... bei Chef 2).
Im Gegensatz dazu sind „Genaufristen“ oder „Notfristen“ solche Fristen, an deren Beachtung oder Nichtbeachtung das Gesetz Rechtsfolgen knüpft, z. B. Klagefrist von drei Wochen bei einer Kündigungsschutzklage, die Monatsfrist für die Einlegung einer Berufung. Solche Fristen werden häufig auch „Rotfristen“ genannt, weil sie früher üblicherweise mit roter Farbe in den Fristenkalender eingetragen wurden.

## Bedeutung der Wiedervorlage in der öffentlichen Verwaltung
In der Öffentlichen Verwaltung ist eine gute Organisation elementar. Das gilt für die Finanz- und Zollverwaltung, in Deutschland für die Bundeswehr, die Bundesagentur für Arbeit etc. Das gilt erst recht für das Fristenmanagement. Dabei stellt die Anbringung des Vermerks Wv eine Verfügung dar. Nach anderer Definition handelt es sich um Geschäftsgangsvermerke. Sie weist den Bearbeiter oder unterstellte Mitarbeiter an, diese Tätigkeit "Wv" durchzuführen, also zu dem Termin die Akte zwecks Wiedervorlage zu ziehen oder bei elektronischer Aktenführung aufzurufen. Die Überwachung folgt durch die Notiz in der Akte, durch einen sog. Wiedervorlagekalender oder eine Eingabe einer elektronischen Wiedervorlagenotiz.
Beispiel: Wv. 11. Dezember 2013 Se 23/11.
In der Regel wird der Grund der Wv in Stichworten angegeben: Wv 11.12. 2013 (Eingang der Bankbürgschaft). Das ist sinnvoll, weil der Vertreter bei der Wv ohne Prüfung sofort weiß, was zu tun ist.
Nötig ist die Wv z. B. bei befristeten Aufträgen an den Vollziehungsbeamten. Nur so kann die fristgerechte Erledigung überwacht werden. Ist keine Wiedervorlage gewollt, wird also die erneute Kontrolle vom Bearbeiter gesteuert, so wird nur ein weit in der Zukunft liegender WV-Termin verfügt, damit der Vorgang nicht auf Dauer in Vergessenheit gerät.

## Verfügungstechnik
Die Weisung, die Wv zu notieren, oder die eigene Eingabe der Wv ist eine Verfügung. Sie hat nur verwaltungsinterne Bedeutung. Der Gegensatz ist die nach außen dem Adressaten gegenüber mitgeteilte Frist. Der Gesamtbereich derartiger Verfügungen ist wichtig und wird als Bescheid- oder Verfügungstechnik bezeichnet. Die Bedeutung ist klar, da sonst der Vorgang nicht bzw. nicht zeitnah beachtet würde und z. B. der Geldeingang bei der Stundung, der Geldeingang für den Pachtzins, die Bauabnahme etc. nicht kontrolliert werden könnte. Durch die Einführung von EDV-Systemen zur Aktenverwaltung und zum Dokumentenmanagement erfolgt die Eingabe der Wiedervorlage in die Akte und zusätzlich in die EDV. Die Entscheidung, wann und wo die Wv zu erfolgen hat, bleibt wie bisher zu treffen.

## Kontrolle der Wv im Verhinderungsfall
Ist der eigentliche Bearbeiter krank oder verhindert, so muss geklärt sein, wer die Wv in dieser Zeit kontrolliert. Sonst liegt ein sog. Organisationsfehler vor, der eine Wiedereinsetzung in den vorigen Stand ausschließt.

## Bürokratieabbau
Eine strukturelle Verbesserung der Wiedervorlage hilft, die sonst nötigen, zeitintensiven Bearbeitungen, den Antrag auf Wiedereinsetzung in den vorigen Stand und die sonst entstehenden Schadensfälle mit dem Forderungsausfall bei kommunalen Behörden etc. mit den dadurch entstehenden, an sich unnötigen Personalkosten zu vermeiden. Eine ggf. mögliche Verschlankung des öffentlichen Dienstes wird bei unzulänglichen Wiedervorlagen als Ausdrucks fehlerhaften Fristenmanagements behindert. Das erhöht nachhaltig die Bearbeitungskosten als personeller Aufwand. Der Erfolg der sachgerechten Arbeit durch Wiedervorlagen Fristenmanagement kommt auch den Bürgern zugute.

## FAGO etc.
Im Finanzamt ist die Verfügungstechnik in der FAGO (Geschäftsordnung für die Finanzämter) enthalten. Bei anderen Behörden und in den Ministerien gibt es entsprechende Dienstanweisungen. Das gilt auch für Gerichte.

## Wiedereinsetzung in den vorigen Stand
Ohne ordnungsgemäße Wiedervorlage gibt es auch für die Verwaltung keine Wiedereinsetzung in den vorigen Stand. Dann wird z. B. die Klage der Stadt unzulässig. Das OVG NRW verlangt auch von Behörden, dass sie einen Fristenkalender führen.

## Bedeutung
Eine funktionierende, d. h. zeitnah beachtete Wv ist elementar für eine gute Verwaltung. Wird die Wv nicht beachtet, so entstehen fast immer finanzielle Nachteile. Relevant ist das insbesondere bei Geldforderungen, weil der Wiedervorlagegrund (Zahlung einer Rate) nicht erkannt wird. Damit verursacht der Bearbeiter der öffentlichen Hand einen Schaden. Das kann die Zahlungsverjährung im Erhebungsverfahren, aber auch die zivilrechtliche oder strafrechtliche Verjährung von Ansprüchen sein. Solche Fehlerquellen werden durch Geschäftsprüfungen etc. entdeckt und beruhen auf fehlerhafter Organisation. Die Nichtbeachtung der Wv kann mit disziplinarischen Maßnahmen und einem Schadensersatz geahndet werden. Damit ist die Wiedervorlage nicht etwa eine schikanöse bürokratische Maßnahme, sondern ein Element einer funktionierenden Verwaltung.

## Überwachung
Es gehört zu den elementaren Aufgaben von Vorgesetzten, die Einhaltung der Wv regelmäßig, zumindest stichprobenartig, zu kontrollieren. Das kann durch gezielte Kontrolle bestimmter Akten erfolgen. Ganze Finanzabteilungen von Gemeinden und anderen Verwaltungen können "unkontrolliert" sein, wenn niemand regelmäßig prüft, ob die Wv eingehalten wird. Das löst ggf. finanziellen Schaden großen Ausmaßes bei den Hauptforderungen und bei den Zinsen aus, z. B. wenn Rückforderungen etc. nicht rechtzeitig geltend gemacht werden oder sogar verjähren. Das kann Regressforderungen gegen den Bearbeiter auslösen.

## Kontrolle der Verwaltung durch Dritte
Bei der Kontrolle der Verwaltungsarbeit durch Dritte (Geschäftsprüfung, Landes- oder Bundesrechnungshof) steht typischerweise die Kontrolle der funktionierenden Wiedervorlage im Vordergrund. Ergeben sich hier systematische Fehler durch eine nicht ordnungsgemäße Wiedervorlage, wird die Prüfung intensiver durchgeführt. Das hat nicht selten personelle Konsequenzen für die Sachbearbeiter und die Vorgesetzten, wenn sie die Kontrolle nicht pflichtgemäß vorgenommen haben.

## Verfallkausel
Bei Stundung und Vollstreckungsaufschub erlischt die Billigkeitsmaßnahme, wenn die Modalitäten nicht eingehalten werden. Dazu gehört die fristgerechte Zahlung. Sie ist eine auflösende Bedingung und unabhängig von der internen Wiedervorlage und der dann erfolgenden Mahnung. Dennoch tritt zumeist ein Schaden ein, weil die nötigen Arbeitsschritte vergessen worden sind.

## Rechts- und steuerberatende Berufe
Hier ist die Wiedervorlage ein Teil des Fristenmanagements und der Fristenkontrolle. Ohne ordnungsgemäße Fristenkontrolle durch Fristenbücher etc. gibt es keine Wiedereinsetzung in den vorigen Stand. Relevant sind die Vorfrist und die Endfrist.

## Wiedervorlage bei Privatpersonen und in der freien Wirtschaft
Auch der Unternehmer muss für eine funktionierende Wiedervorlage sorgen. Das betrifft die rechtzeitige Erinnerung an Verhandlungstermine, an fällige Zahlungen und an sonstige Termine. Sie erfolgt zumeist durch den Bearbeiter selbst, den von einer Assistenzkraft geführten Terminkalender oder die Erinnerungsfunktion des Smartphones.